# Muzică psihedelică
Rockul psihedelic este un stil a muzicii rock, care e inspirat sau influențat de cultura psihedelică și încercarea de a replica și a îngloba experiența alterării mintale a drogurilor psihedelice. El s-a evidențiat mai întâi în a doua jumătate a anilor 1960, cu precădere în Statele Unite ale Americii și Europa de Vest (mai cu seamă, în Marea Britanie – trăsături se regăsesc). Pe scenele amintite, rock-ul psihedelic a cunoscut apogeul în jurul anului 1969 (când se organizează și cel mai mare festival care promovează artiști ai genului, Woodstock). În continuare, atenția unora dintre muzicieni se va îndrepta către diversificarea aspectelor formale ale scriiturii (ritm, metrică, timbralitate, forma muzicală), dând naștere rock-ului progresiv sau art rock-ului; alții vor prefera forme simetrice, o orchestrație consecventă și se vor îndepărta de experiment, pregătind apariția curentului hard rock.